# Hôtel d'Hallwyll

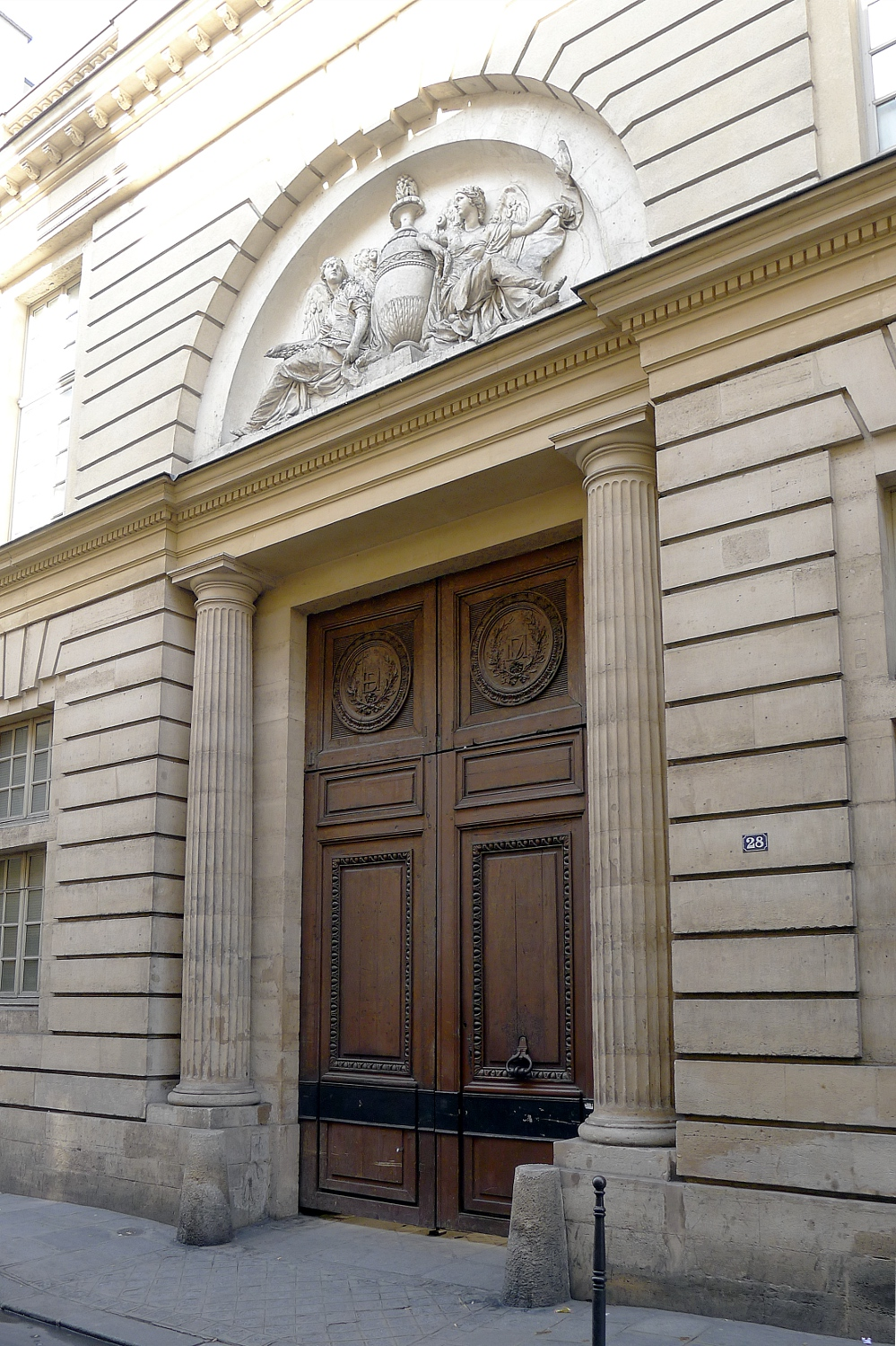
Portál paláce

Hôtel d'Hallwyll je městský palác v Paříži v historické čtvrti Marais. Nachází se na ulici Rue Michel-le-Comte č. 28 ve 3. obvodu. Dům slouží k bydlení.

## Historie
Palác se nachází na místě staršího domu, který si nechal postavit zlatník Guillaume Villain na konci 17. století. Klasicistní palác postavil v letech 1766–1770 architekt Claude-Nicolas Ledoux (1736–1806). Jedná se o jedinou dochovanou obytnou stavbu tohoto architekta v Paříži. Palác si nechal postavit Franz-Joseph d'Hallwyll, plukovník švýcarské gardy.
Architekt využil starší budovu díky její symetrické kompozici a fasádě z bosovaného zdiva po způsobu italské renesance. Ledoux zvýraznil budovu portálem se dvěma dórskými sloupy završené tympanonem s Gráciemi. Za budovou se nachází první nádvoří a corps de logis. Ledoux vyzdobil interiéry a také navrhl zahradu, kterou pojal jako atrium obklopené galeriemi s dórskými sloupy, u jejichž základny se nachází nádrže s tekoucí vodou (obdobně jako využil později v Královském solivaru v Arc-et-Senans) a obklopující niku se sochou Grácie.
Stáje v paláci mohly pojmout až 18 koní. Ačkoli je stavba v jednoduchém stylu, je jedním z nejelegantnějších paláců období Ludvíka XVI. K nejcennějším částem patří portikus a zahrada z 18. století, portál, kování, basreliéf v tympanonu a schodiště.
V roce 1790 palác koupil kníže Esterházy a od něj v roce 1818 François Guyot de Villeneuve, který zde žil až do své smrti v roce 1849. Palác byl krátce nato zbaven svého uměleckého vybavení a sloužil obchodním účelům.
Od roku 1976 jsou části stavby chráněny jako historická památka. Jedná se o celou fasádu a střechy, vnitřní schodiště, dláždění nádvoří a bývalou zahradu s pozůstatky původní výzdoby.